# Pseudopoda martinae
Pseudopoda martinae är en spindelart som beskrevs av Jäger 200. Pseudopoda martinae ingår i släktet Pseudopoda och familjen jättekrabbspindlar.
Artens utbredningsområde är Nepal. Inga underarter finns listade i Catalogue of Life.